# 康王陵
康王陵中国西周第三代王周康王陵墓，周康王死后葬于周原（西安市长安区北原上）。周康王为周成王之子，周武王之孙。在位时，推行成王政策，加强国治，是谓“成康之治”。旧史家夸称当时“刑错四十余年不用”。康王在位二十六年崩。
在今咸阳市周陵镇陵东。清朝乾隆年间，陕西巡抚毕沅为全省古墓立碑。现代考古学者认为，毕沅为立碑的周文王陵实为秦惠文王陵，周武王陵实为秦悼武王陵，周成王陵应为汉孝平王皇后陵，周康王陵应为汉孝元皇后陵，周共王陵应为汉成帝妃子班婕妤陵。